# Теорема Боголюбова «об острие клина»
Теорема Боголюбова «об острие клина» утверждает, что функция нескольких комплексных переменных, голоморфная в двух клиновидных областях с общим острием, на котором она непрерывна, является голоморфной и на острие. Данная теорема используется в квантовой теории поля для построения аналитического продолжения функций Вайтмана. Первая формулировка и доказательство теоремы были приведены Н. Н. Боголюбовым на международной конференции в Сиэтле, США (сентябрь 1956 года) и также опубликованы в монографии (дополнение А, теорема 1). Впоследствии другие доказательства и обобщения теоремы были приведены Йостом и Леманом (1957), Дайсоном (1958), Эпштейном (1960) и другими математиками. Важными применениями теоремы об «острие клина» являются: доказательство дисперсионных соотношений в квантовой теории поля, аксиоматическая квантовая теория поля, теория обобщённых функций, обобщение теоремы Лиувилля.

## Одномерный случай
Для функций одной комплексной переменной теорема «об острие клина» может быть сформулирована следующим образом.
- Теорема: Пусть f есть непрерывная комплекснозначная функция на комплексной плоскости, голоморфная в верхней и нижней полуплоскостях. Тогда она голоморфна на всей комплексной плоскости.

В этом примере клиньями являются верхняя и нижняя полуплоскости, а их общим острием — вещественная ось. Данная теорема может быть доказана с использованием теоремы Мореры.

## Общий случай
В общем случае клином называется произведение конуса и открытого множества.
Пусть C — открытый конус с вершиной в нуле в вещественном пространстве Rn. Пусть E — открытое множество в Rn (острие). Определим клинья {\displaystyle W=E\times iC} и {\displaystyle W'=E\times -iC} в комплексном пространстве Cn. Клинья {\displaystyle W} и W'  имеют общее острие E, где мы отождествляем E с произведением E и вершины конуса.
- Теорема Боголюбова «об острие клина»: Пусть f — непрерывная функция на объединении {\displaystyle W\cup E\cup W'}, голоморфная на обоих клиньях {\displaystyle W} и W' . Тогда f также голоморфна на E (более точно, может быть аналитически продолжена на некоторую окрестность E).

Условия теоремы могут быть ослаблены. Во-первых, не обязательно задавать f целиком на клиньях, достаточно определить f в некоторой окрестности острия. Во-вторых, не обязательно предполагать, что f определена или непрерывна на острие, достаточно предположить, что равны обобщённые функции, заданные пределами f из двух клиньев на острие.

## Применение в квантовой теории поля
В квантовой теории поля распределения Вайтмана есть граничные значения функций Вайтмана {\displaystyle W(z_{1},\dots ,z_{n})}, зависящих от переменных {\displaystyle z_{i}} комплексификации пространства Минковского. Они определены и голоморфны на клине, в котором мнимая часть каждого {\displaystyle z_{i}-z_{i-1}} лежит в открытом положительном времениподобном конусе. Перестановки переменных дают {\displaystyle n!} различных функций Вайтмана, определённых на {\displaystyle n!} различных клиньев. Острием является множество пространственно-подобных точек. Из теоремы Боголюбова «об острие клина» следует, что все они являются аналитическими продолжениями одной голоморфной функции, заданной на связной области, содержащей все {\displaystyle n!} клиньев. При этом равенство граничных значений на острие следует из аксиомы локальности в квантовой теории поля.